# باشگاه فوتبال نورنبرگ
باشگاه فوتبال اف سی نورنبرگ (به آلمانی: 1. FC Nürnberg) باشگاه فوتبال آلمانی است که در نورنبرگ یکی از شهرهای ایالت بایرن قرار دارد. این باشگاه سابقه ۹ قهرمانی در بونس لیگا آلمان و ۴ قهرمانی در جام حذفی آلمان را دارد.
باشگاه نورنبرگ در ۴ مه ۱۹۰۰ تأسیس شده است.
این باشگاه علاوه بر فوتبال در ورزش‌های بوکس، هندبال، هاکی، پالیزه (اسکیتینگ)، اسکی، شنا، تنیس نیز فعالیت دارد.

## افتخارات
بوندس لیگا آلمان
- ۱۹۲۰
- ۱۹۲۱
- ۱۹۲۴
- ۱۹۲۵
- ۱۹۲۷
- ۱۹۳۶
- ۱۹۴۸
- ۱۹۶۱
- ۱۹۶۸

جام حذفی آلمان
- ۱۹۳۵
- ۱۹۳۹
- ۱۹۶۱
- ۲۰۰۷